# Nuvola

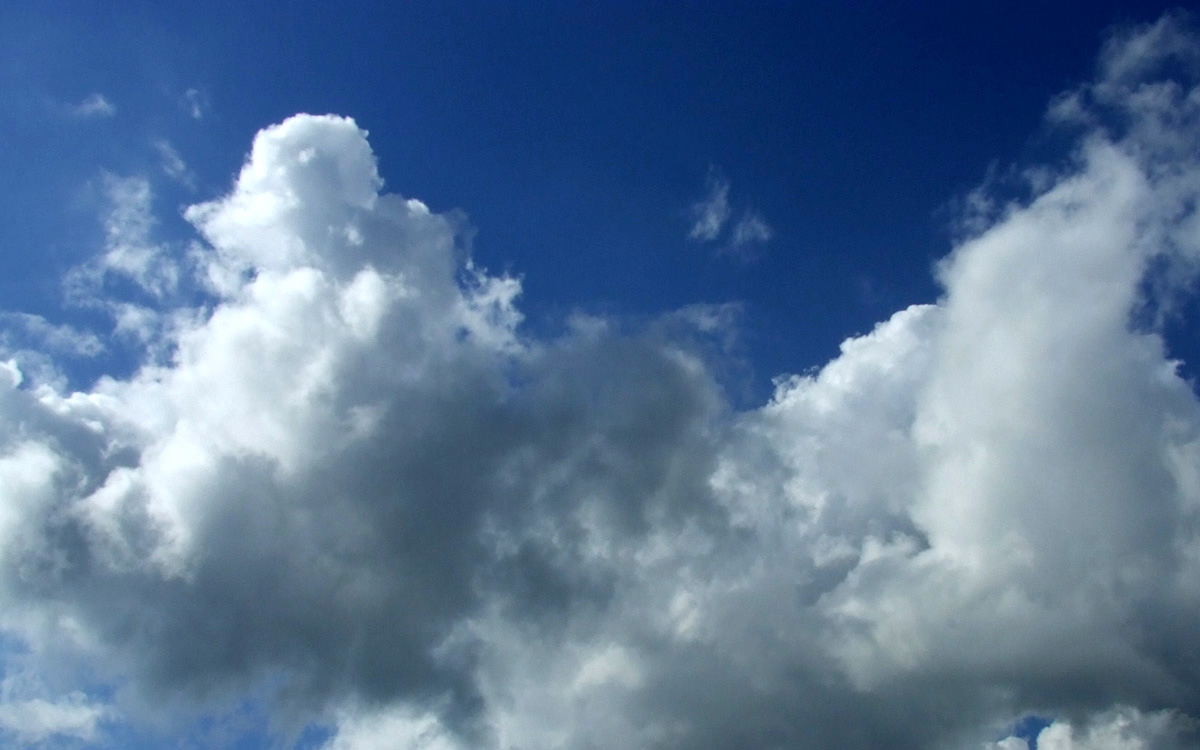
Le nuvole sono formate da goccioline d'acqua, da aghetti di ghiaccio e da vapor d'acqua

In meteorologia una nuvola (nel linguaggio scientifico chiamata più comunemente nube) è un'idrometeora costituita da minute particelle di vapore d'acqua condensato e/o cristalli di ghiaccio, sospesi nell'atmosfera grazie a correnti ascensionali o in stato di galleggiamento e solitamente non a contatto con il suolo. Dalle nubi si originano le precipitazioni, una delle fasi del ciclo dell'acqua nell'idrosfera assieme alla condensazione del vapore acqueo. 
La forma di alcuni tipi di nube è assimilabile ad un frattale con una tipica auto similarità, mentre il colore delle nubi è dovuto essenzialmente a fenomeni ottici di interazione radiazione-materia, ovvero luce-vapor d'acqua (principalmente riflessione, rifrazione e diffusione), funzione a sua volta della densità e spessore della nube. La branca della meteorologia che studia le nuvole e i fenomeni ad esse collegati è detta nefologia.

## Generalità

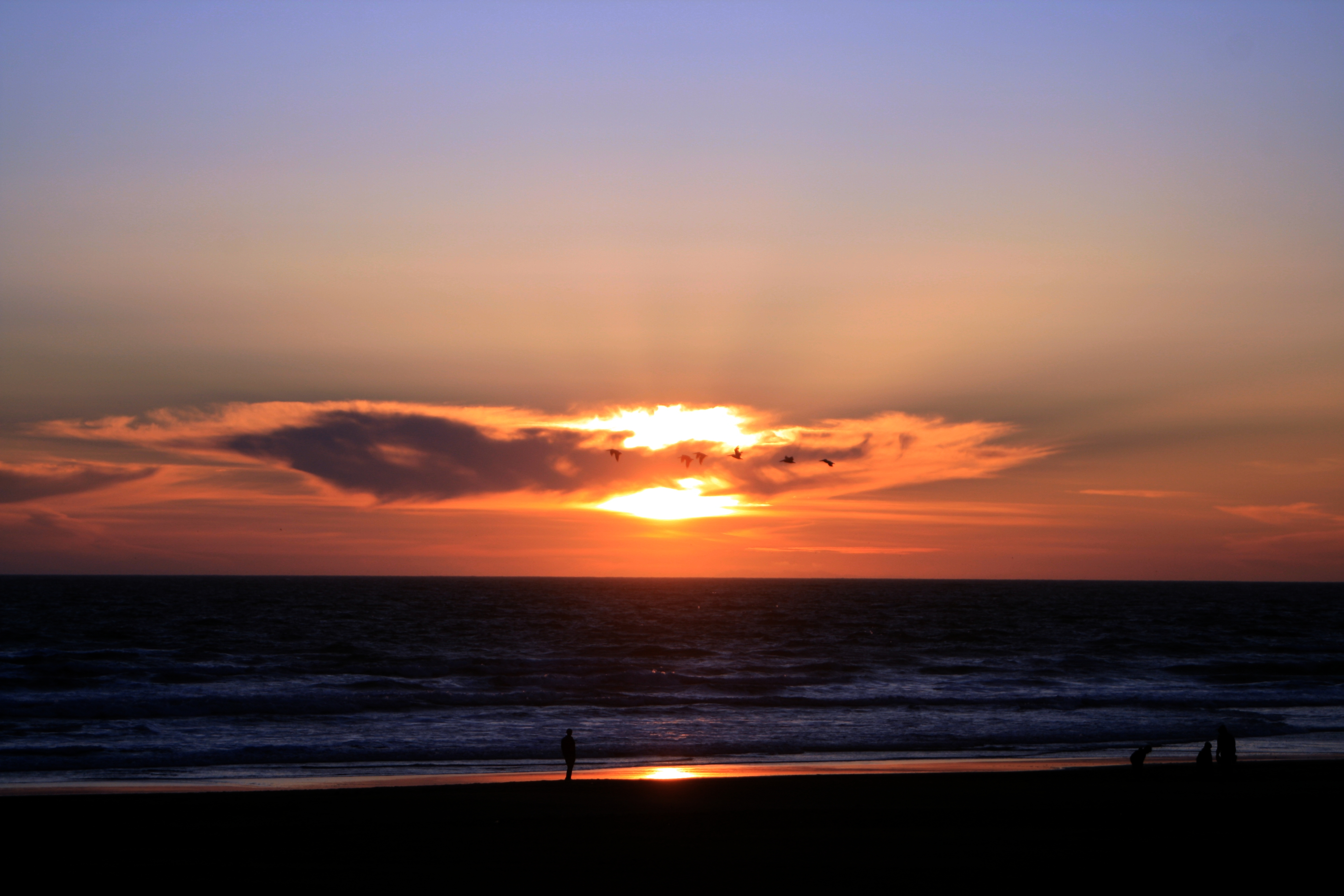
Nuvole coprono il Sole al tramonto

Comunemente si parla di nubi per quanto riguarda masse visibili sopra la superficie terrestre, ma ugualmente si formano nubi anche su altri corpi planetari o satelliti. Possono formarsi strutture simili a nuvole anche nello spazio interstellare, ma in questo caso non si tratta di agglomerati di gocce di vapore acqueo. Si parla in questo caso di nubi interstellari. Le nubi sono rappresentative, e sono a loro volta causa, di complessi fenomeni meteorologici, quali la pioggia, la neve e la grandine. Per analogia di forma il termine è stato esteso anche a esalazioni di fumo nell'atmosfera o accumuli che possono essere di polvere, sabbia o insetti. Dal punto di vista della termodinamica le nubi rappresentano l'aspetto visivo di fenomeni che avvengono all'interno di un fluido gassoso noto come atmosfera; le grandezze in gioco sono: temperatura, umidità, pressione.

### Aspetto
L'aspetto di una nube è determinato dalla natura, grandezza, numero, distribuzione nello spazio delle particelle e materiale che la costituiscono; dipende anche dall'intensità e dal colore della luce ricevuta dalla nuvola e dalla posizione relativa dell'osservatore e della sorgente di luce.

### Luminanza
Luminanza è un termine tecnico adottato per l'uso in fotometria e indica il quoziente dell'intensità della luce, in una direzione data, e della proiezione dell'area della superficie di emissione di un piano perpendicolare a quella direzione. Nel campo delle nuvole è determinata dalla luce riflessa, diffusa e trasmessa dalle sue particelle costituenti. La luminanza può essere modificata da una caligine che s'interpone tra la nube stessa e l'osservatore, nonché da fenomeni ottici come aloni, corone, glorie ecc.
Solitamente la luminanza delle nubi, durante il giorno, consente di poterle osservare in modo chiaro, mentre durante la notte è possibile osservarle solo quando la Luna è illuminata per più di un quarto.

### Colore
Le nuvole che si formano sulla Terra sono generate dal vapore acqueo che, condensandosi, forma piccole goccioline o cristalli di ghiaccio, solitamente di 0,01 mm di diametro. Quando si formano agglomerati di miliardi di queste goccioline, appare visibile la nuvola, di un tipico colore bianco dovuto all'elevata capacità di riflessione della luce (fra il 60% e il 85%) sulla superficie di queste goccioline.
A causa dell'elevata dispersione della luce nelle goccioline che compongono la nube, essa può apparire anche grigia o a volte blu scura, quasi nera. Maggiore sarà la densità della nube e maggiore il suo spessore, più scura essa apparirà. Questo è il motivo per cui una nube temporalesca, generalmente un cumulonembo, appare molto scura alla base.
All'alba ed al tramonto, le nuvole possono assumere un colore simile a quello del cielo, soprattutto arancione e rosa. Attorno alla lunghezza d'onda dell'infrarosso, le nuvole apparirebbero più scure perché l'acqua che le costituisce assorbirebbe fortemente la luce solare a questa lunghezza d'onda.

## Classificazione
| Forme e altezze           | Stratiforme non convettivi   | Cirriforme per lo più non convettivi | Stratocumuliforme convettivi limitati | Cumuliforme convettivi liberi | Cumulonembiforme forti convettivi |
| ------------------------- | ---------------------------- | ------------------------------------ | ------------------------------------- | ----------------------------- | --------------------------------- |
| Estremamente alte         | Veli nottilucenti            | Rigonfiamenti o vortici nottilucenti | Bande nottilucenti                    |                               |                                   |
| Molto alte                | Nuvola acido nitrico e acqua | Cirriforma madreperlacee             | Lenticolare madreperlacee             |                               |                                   |
| Alte                      | Cirrostrati                  | Cirri                                | Cirrocumuli                           |                               |                                   |
| Medie                     | Altostrati                   |                                      | Altocumuli                            |                               |                                   |
| Basse                     | Strati                       |                                      | Stratocumuli                          | Cumulus humilis               |                                   |
| Medio sviluppo verticale  | Nembostrati                  |                                      |                                       | Cumulus mediocris             |                                   |
| Grande sviluppo verticale |                              |                                      |                                       | Cumulus congestus             | Cumulonembi                       |

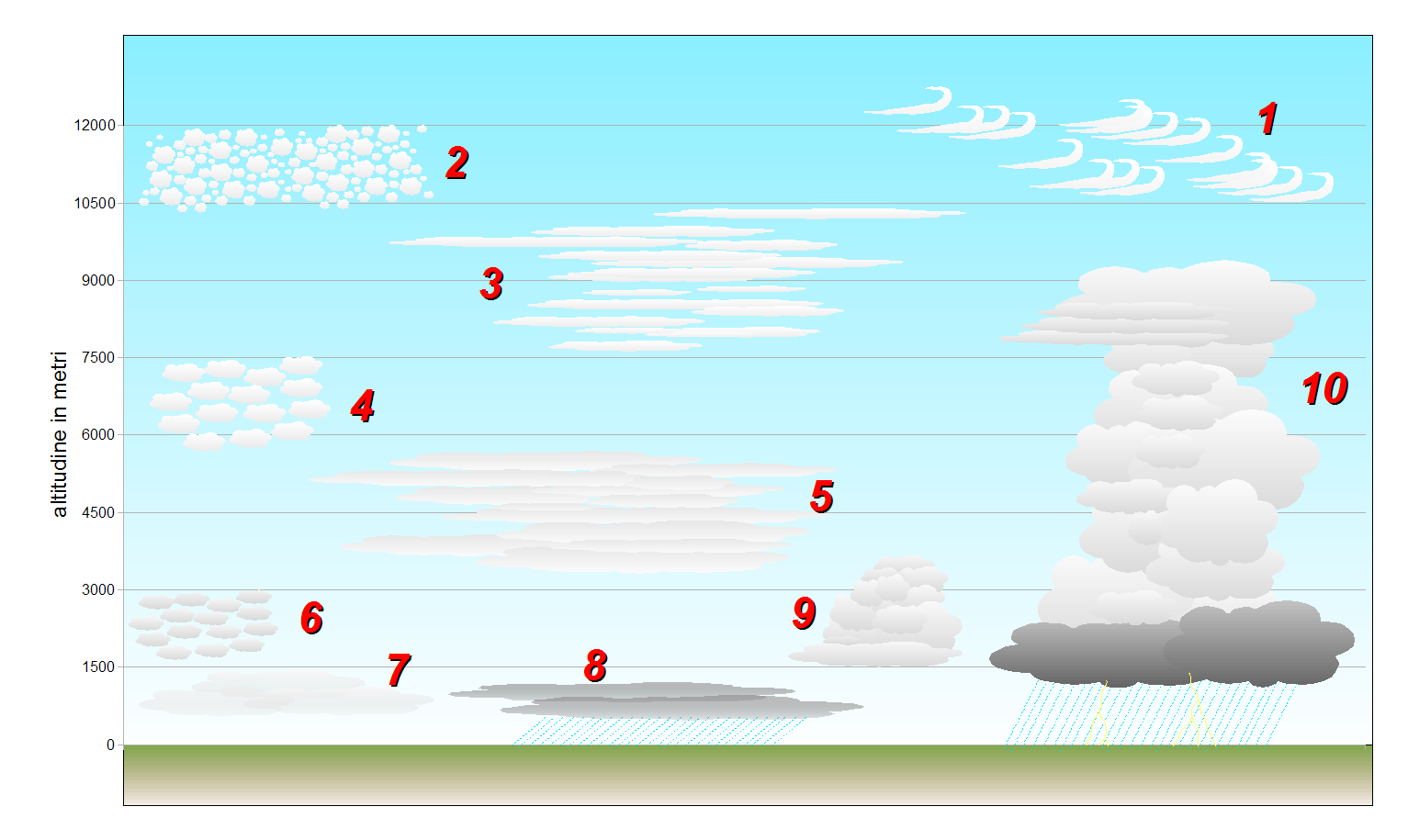
Classificazione delle nubi per altitudine tipica:
Cirri
Cirrocumuli
Cirrostrati
Altocumuli
Altostrati
Stratocumuli
Strati
Nembostrati
Cumuli
Cumulonembi

Tipi di nuvole

Nel XIX secolo esisteva un metodo di classificazione più complesso e articolato dell'attuale, che prevedeva nomi latini per le nubi e che sta alla base di quello odierno. Questo sistema è stato  approntato da Luke Howard, farmacista e chimico quacchero, allora trentenne (1803, Conferenza Askesiana di Londra).
Questo sistema di classificazione sfrutta alcune osservazioni fatte in precedenza da Ferdinando II de' Medici e da Carlo Teodoro di Baviera.
Nella loro pressoché infinita varietà (di forme, trasparenza, altezza, ecc.) si possono individuare quattro tipi fondamentali di nubi, i cui nomi sono poi usati per una classificazione più precisa:
- i cirri, che appaiono come filamenti lunghi e bianchi; sono costituiti da cristalli di ghiaccio che li rendono traslucidi, e grazie alla loro disposizione si può sapere la direzione del vento in quota. Aggettivo cirriforme.[3]
- i cumuli (o cumoli) che appaiono come grumi o globuli, isolati o a gruppi, di dimensioni e forme diversissime, bianchissimi ove colpiti dalla luce del sole, grigiastri ove all'ombra; sovrastano una corrente ascensionale; aggettivo cumuliforme.
- gli strati, spesso di estensioni notevoli e di forma piatta;[4] aggettivo stratiforme.
- i nembi, la cui base appare grigia scura e che sono portatori di pioggia. Aggettivo nembiforme.[5]

L'agenzia americana NASA, ha pubblicato un'elaborazione dei primi quattro tipi di base, cui ha aggiunto un quinto tipo, stratocumuliforme, per descrivere le nuvole in forma di rotoli o increspature, e chiarito nembiforme come cumulonembiforme per specificare nubi temporalesche che possono produrre tuono.
Sulla base dei tipi fondamentali sopra visti, si conviene classificare le nubi secondo l'altezza della loro base dal suolo in quattro gruppi e dieci tipi: nubi alte (prefisso cirro-), nubi medie (prefisso alto-), nubi basse (prefisso strato-) e nubi a sviluppo verticale (prefissi cumulo-/nembo-).

### In base ad altezza

#### Alte
Formazioni nuvolose con base (nelle regioni temperate) tra gli 8 000 ed i 14 000 m, sono le nubi più fredde, composte essenzialmente da cristalli di ghiaccio che le rendono traslucide; dalla loro disposizione si può sapere la direzione del vento in quota (perpendicolarmente alle strisce, verso la direzione delle gobbe); sono caratterizzate del prefisso "cirro-".
- Cirri (Ci) -cirriforme (filamenti)
- Cirrocumuli (Cc) -stratocumuliforme (rotoli o increspature), sono nubi di cristallo di ghiaccio con forma leggermente globosa[4]
- Cirrostrati (Cs) -stratiforme

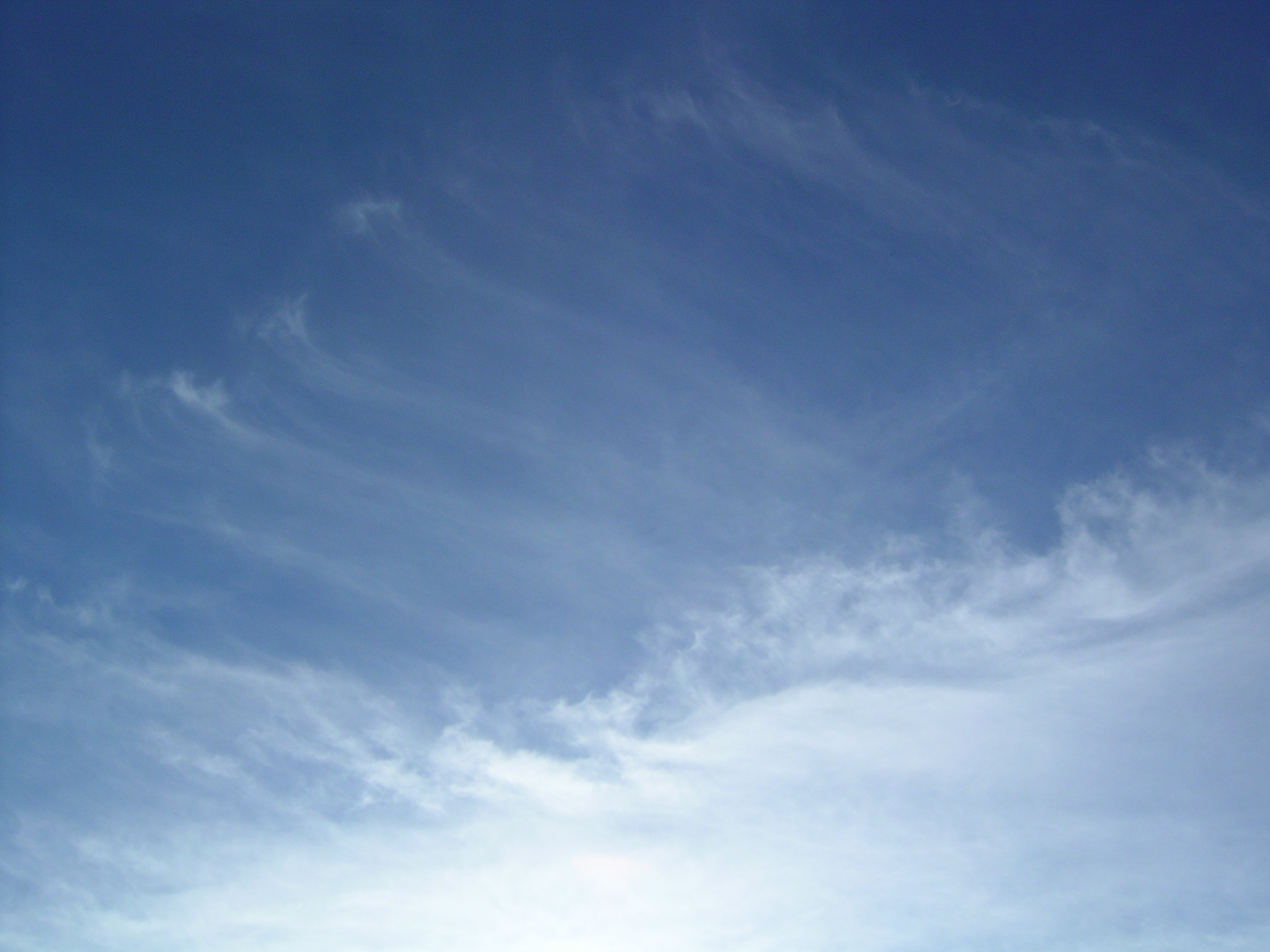
Cirri
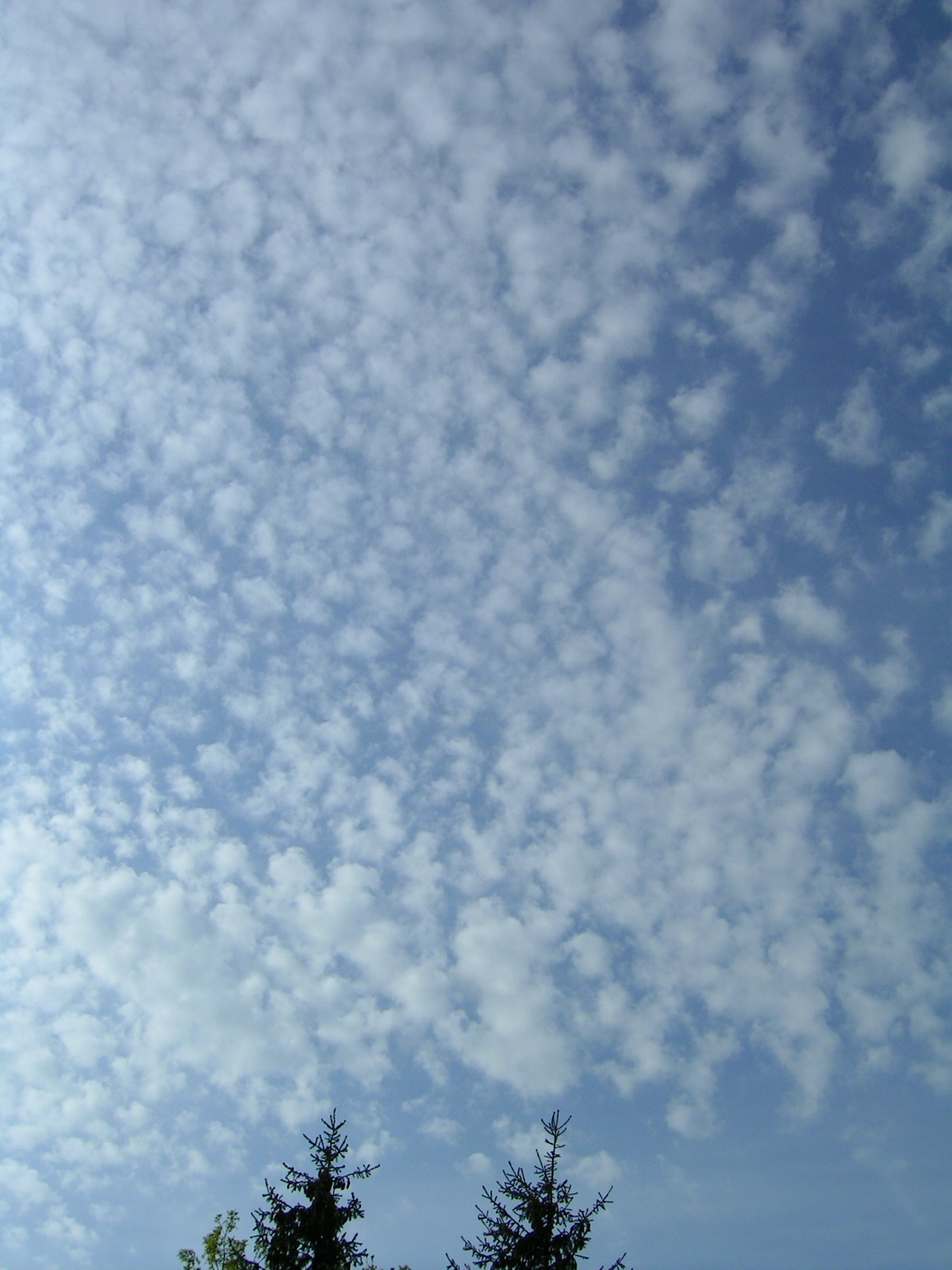
Cirrocumuli
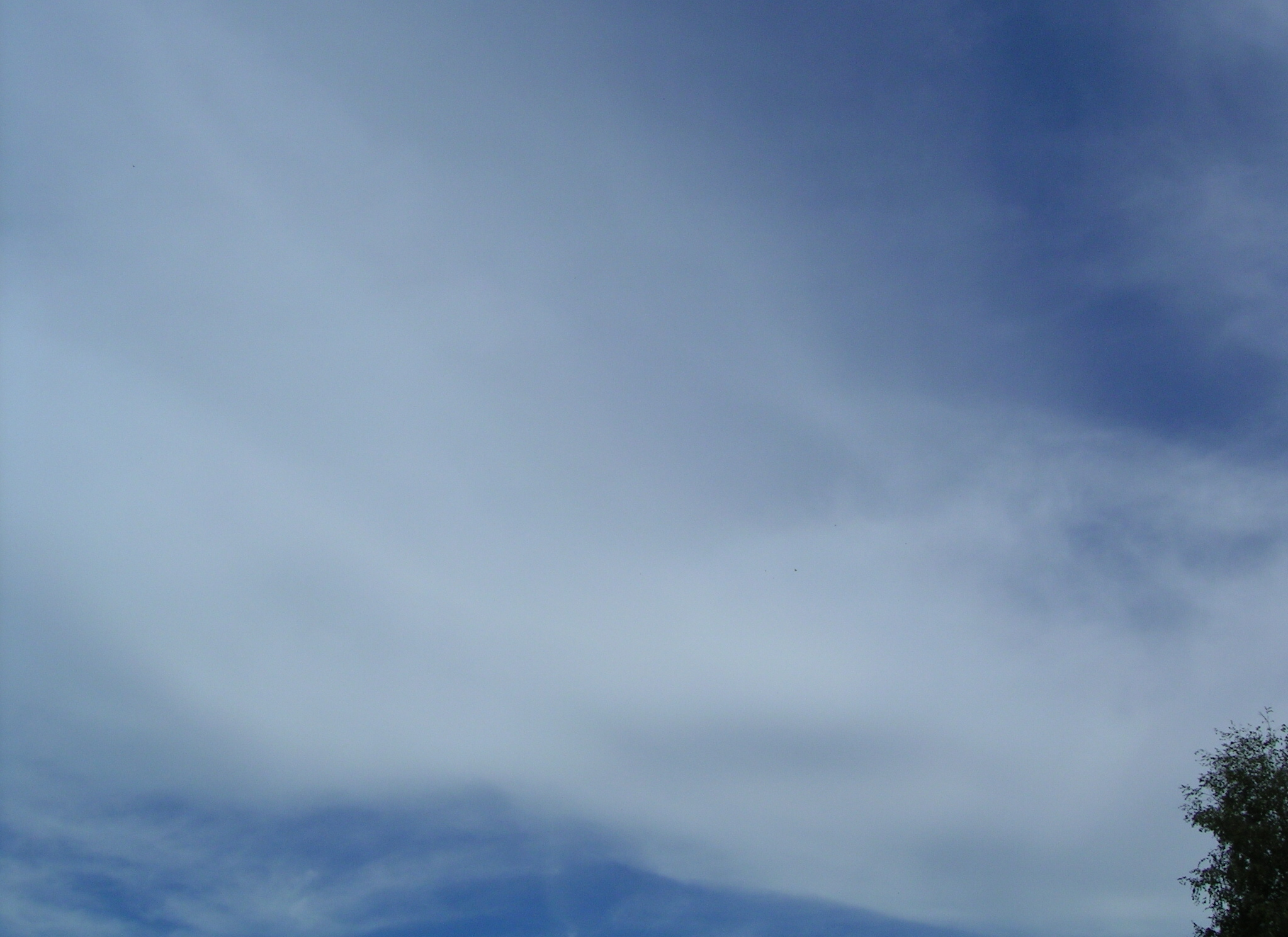
Cirrostrati

#### Medie
Sono formazioni nuvolose con base (nelle regioni temperate) tra i 2 000 e gli 8 000 m. Sono essenzialmente composte da gocce d'acqua o da un miscuglio di gocce d'acqua e cristalli di ghiaccio. Sono caratterizzate dal prefisso "alto-".
- Altocumuli (Ac) - stratocumuliforme, sono nubi che si formano con tassi di umidità elevata e con venti deboli
- Altostrati (As) - stratiforme, sono nubi che si trovano presso i poli e provocano nevicate[4]

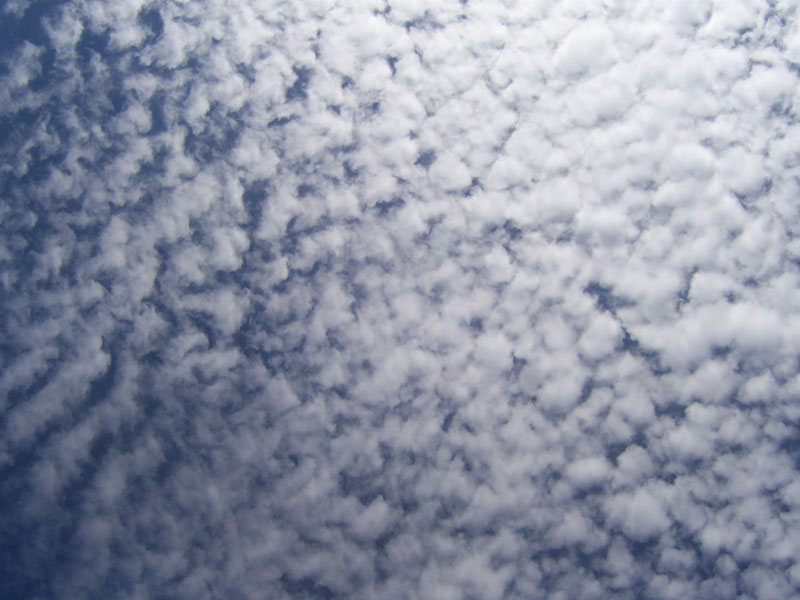
Altocumuli
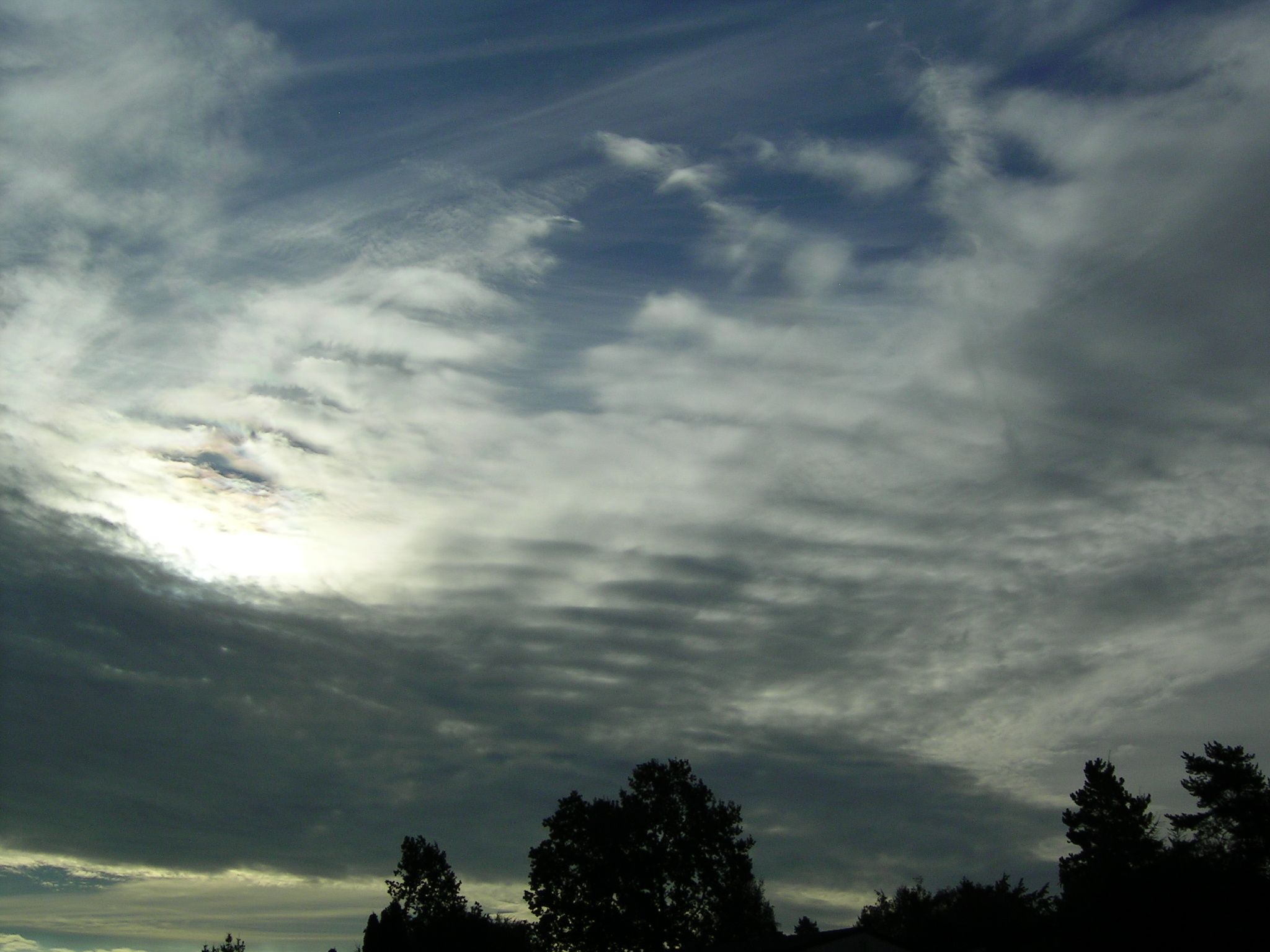
Altostrati e cirri

#### Basse
Formazioni nuvolose con base (nelle regioni temperate) sotto i 2 000 m, sono essenzialmente composte da gocce d'acqua. Quando le nubi basse giungono in contatto col terreno, si parla di nebbia. Sono caratterizzate dal prefisso e suffisso "strato-".
- Cumuli specie humilis (Cu hum) -cumuliforme
- Stratocumuli (Sc) -stratocumuliforme
- Strati (St) -stratiforme

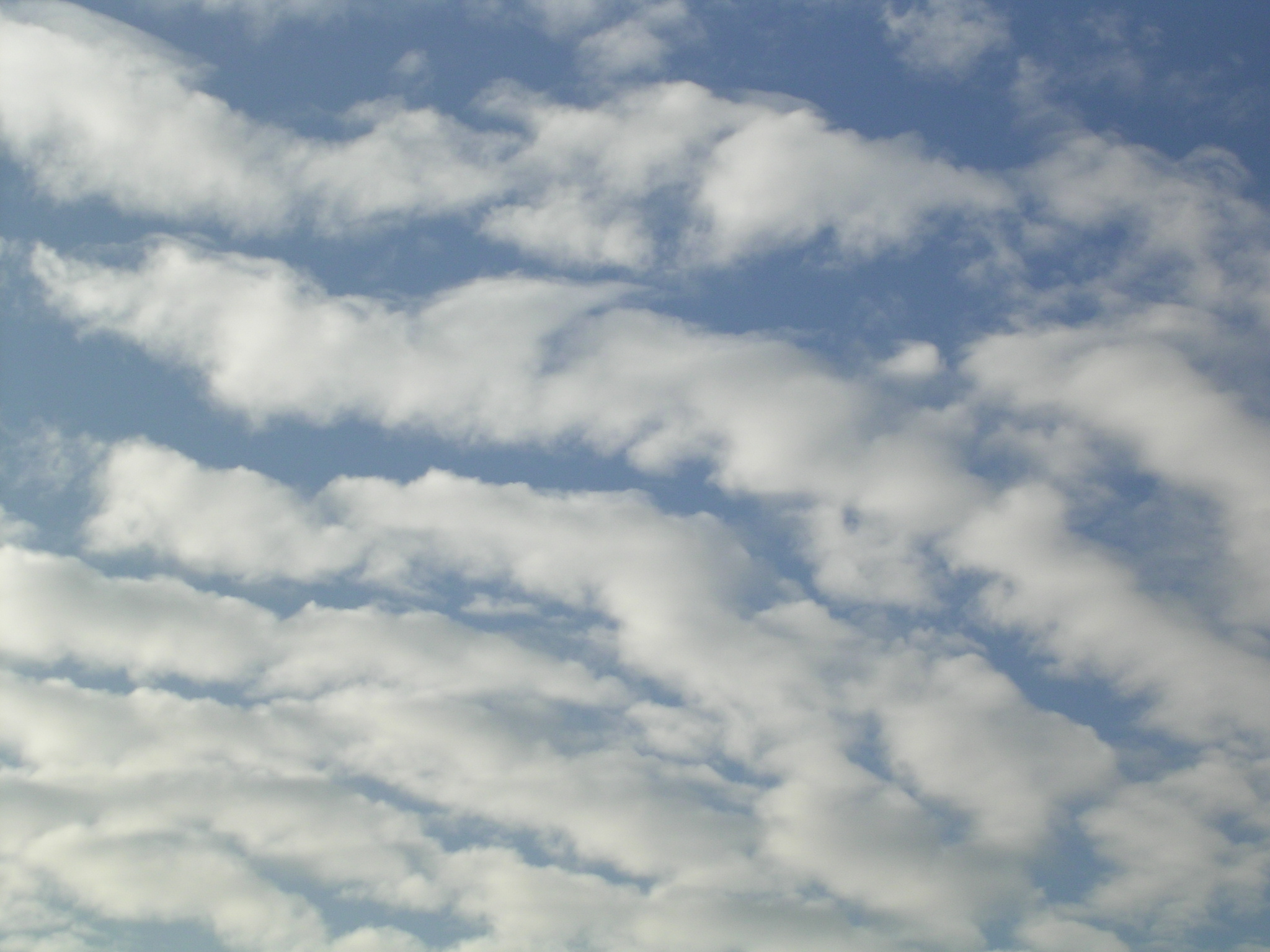
Stratocumuli
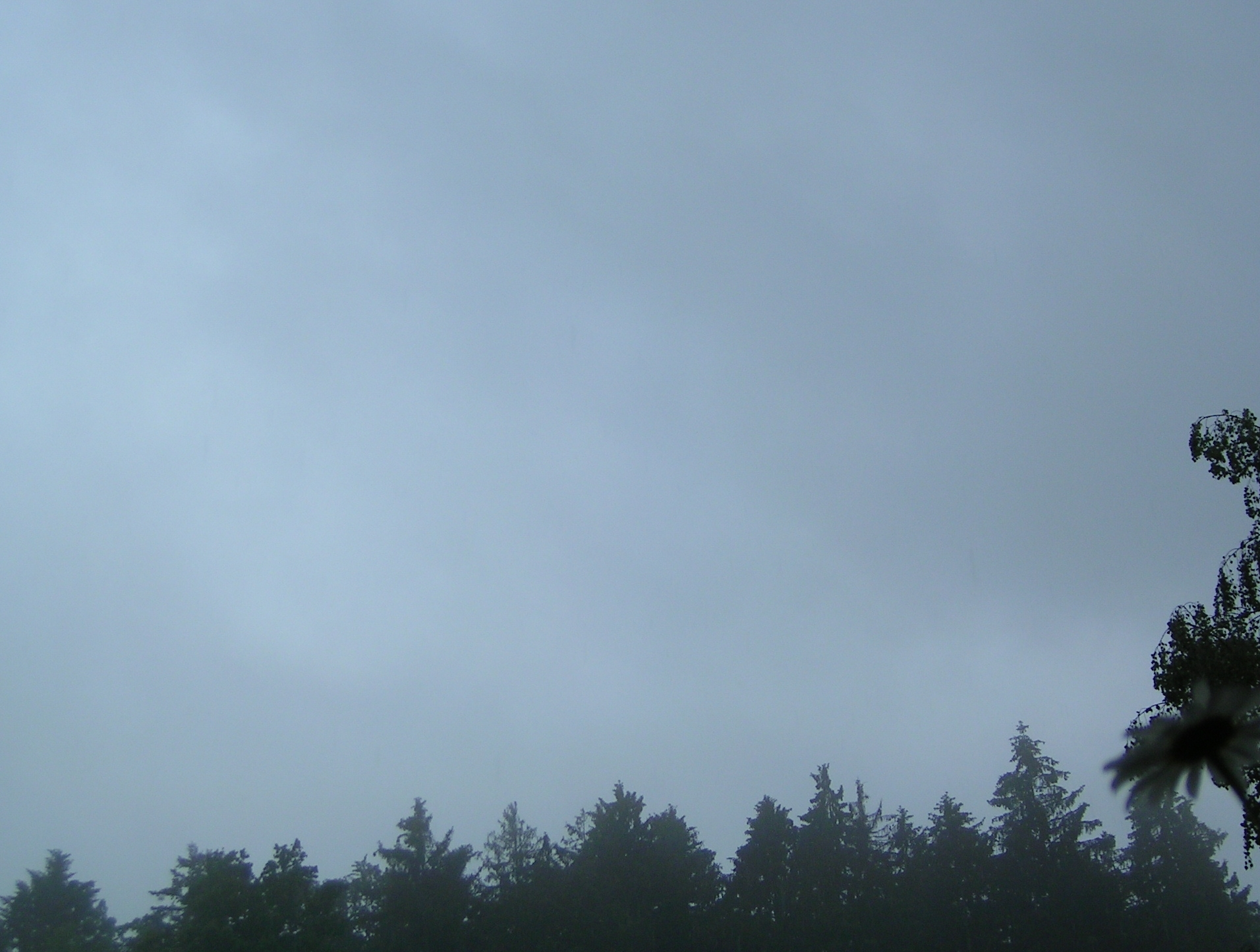
Strati
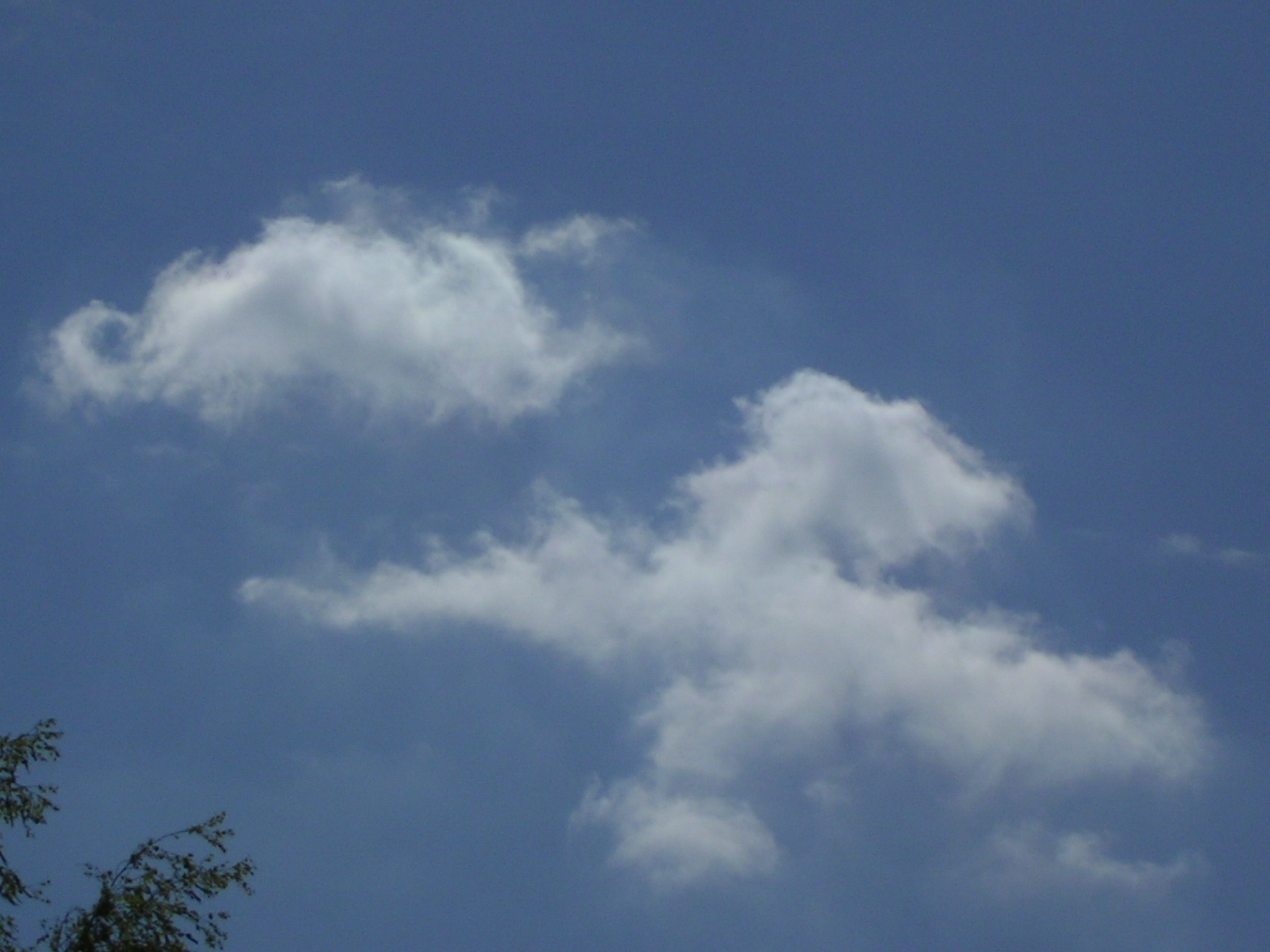
Cumuli humilis

### In base a spessore e formazione
- Nube stratiforme
- Nube cumuliforme
- Nube convettiva o a sviluppo verticale

#### Medio sviluppo verticale
Formazioni con base sotto i 3 000 m. Sono essenzialmente composte da gocce d'acqua.
- Cumuli specie mediocris (Cu med) -cumuliforme
- Nembostrati (Ns) -stratiforme

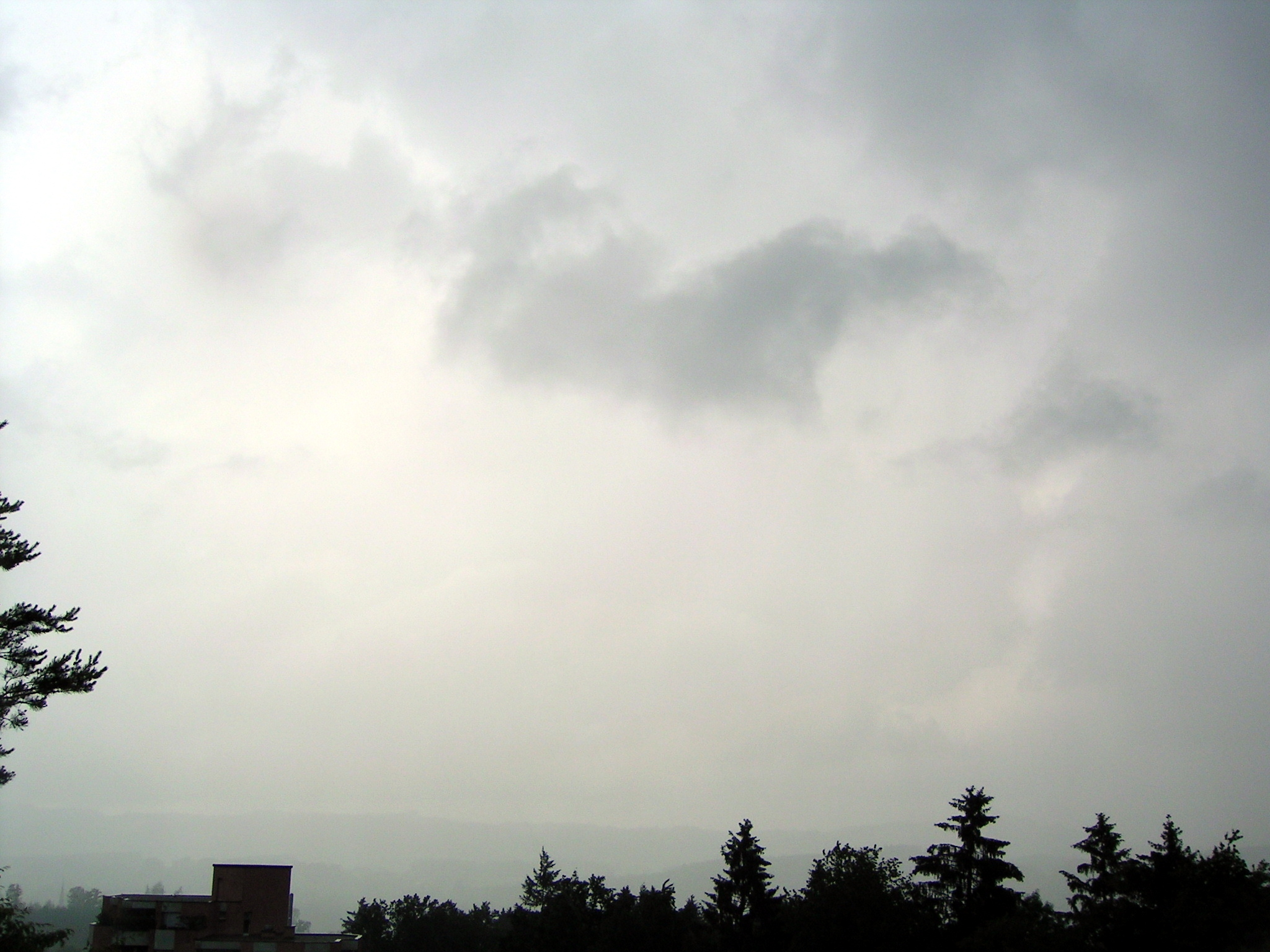
Nembostrati

#### Grande sviluppo verticale
Formazioni nuvolose verticali. Sono le nubi più turbolente e sovrastano le correnti ascensionali. Nelle loro forme più grandi (cumulonembi), possono raggiungere dimensioni enormi, coprendo intere regioni e portando violente precipitazioni e temporali. Questi tipi di nubi non sono classificati insieme agli altri per altezza perché hanno appunto un grande sviluppo verticale.
- Cumulo congesto o torreggiante (Tcu) -cumuliforme
- Cumulonembi (Cb) -cumulonembiforme

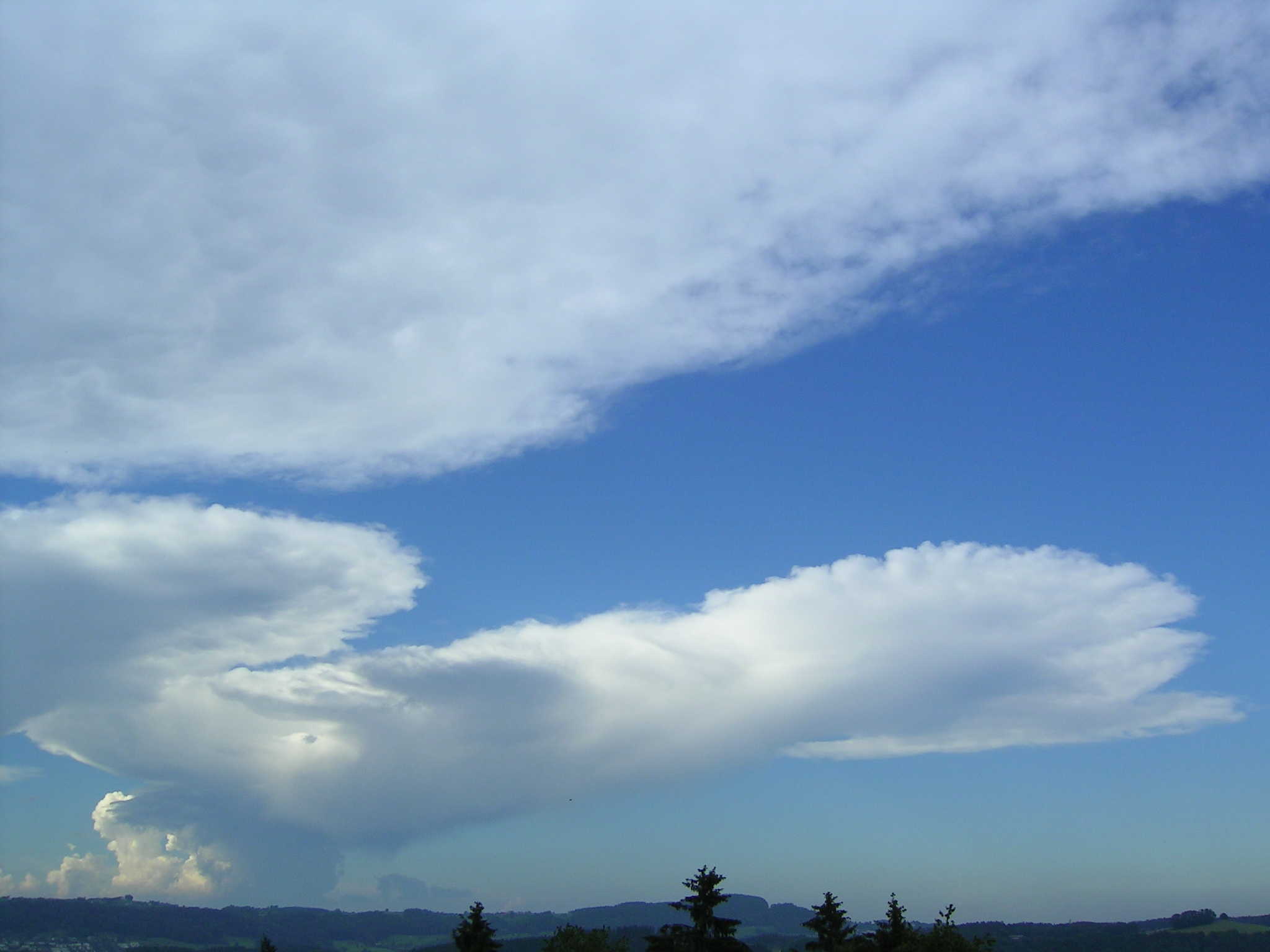
Cumulonembi
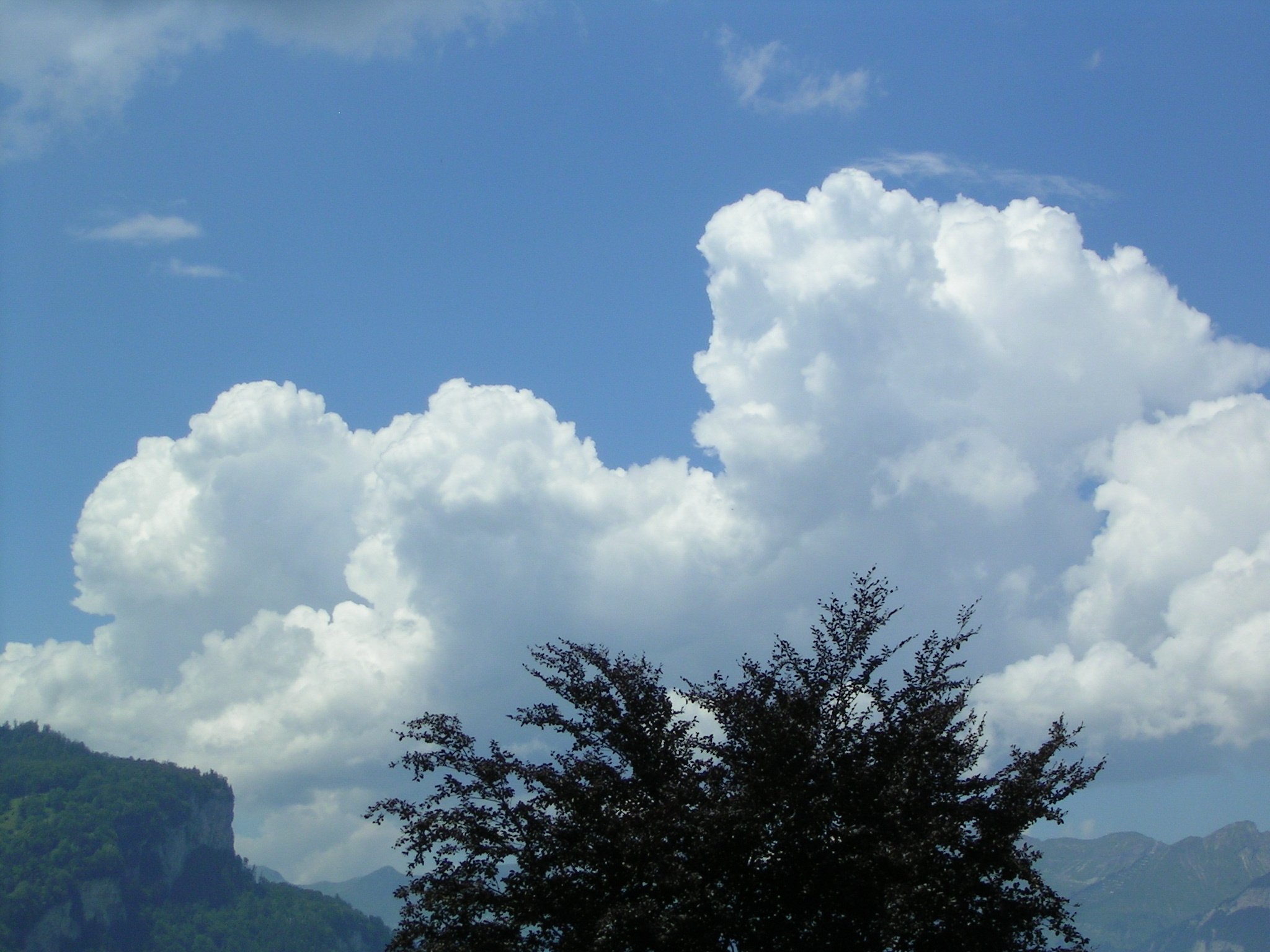
Cumulo specie congesto

Con l'eccezione dei vari tipi di cumuli e cumulonembi, tutti gli altri tipi di nubi sono a sviluppo orizzontale (ovvero il loro spessore verticale non è elevato). 
I cumulonembi si sviluppano quando un cumulo, continuamente alimentato da una corrente ascensionale, cresce in verticale. Un cumulonembo può estendersi fino al limite inferiore della stratosfera, a quote dai 12 ai 15 chilometri a seconda delle latitudini.

### Nubi madreperlacee e nottilucenti
Alcune nubi si formano al di sopra della troposfera: si tratta delle nubi madreperlacee e delle nubi nottilucenti. Le prime si formano nella stratosfera ad altezze comprese tra 15 e 25 km, esclusivamente nelle regioni polari; le seconde nella mesosfera a un'altezza di circa 85 km, solitamente a una latitudine compresa tra 50° e 60° sia a nord che a sud dell'Equatore.

## Formazione

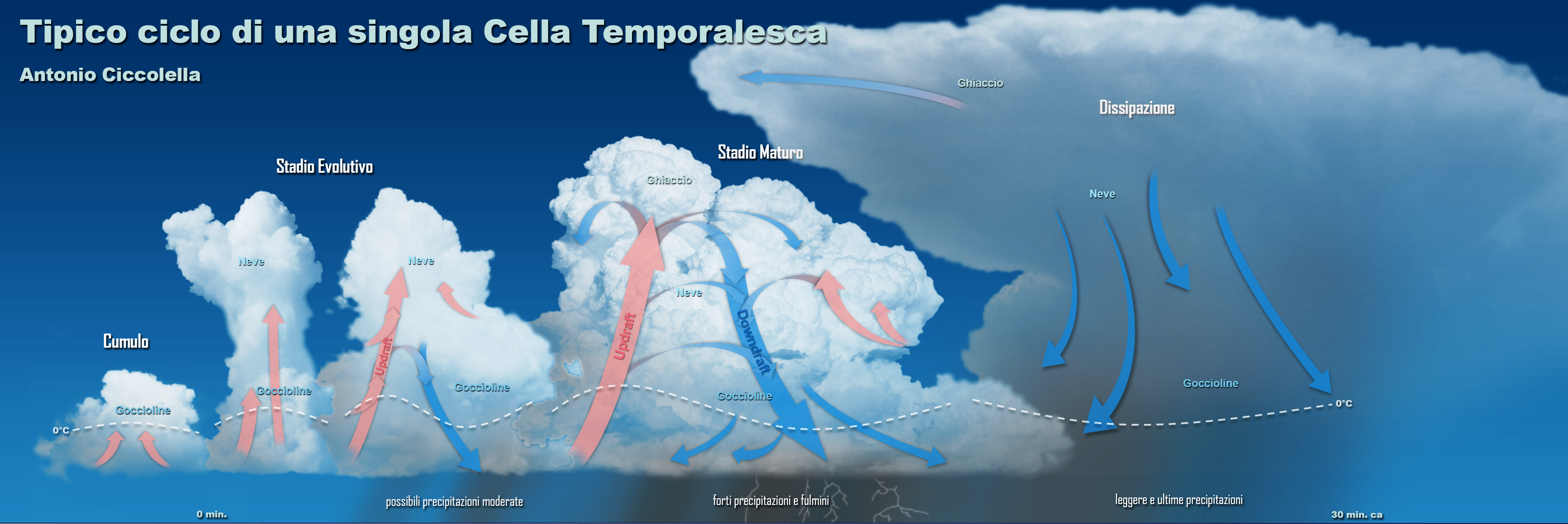
Progressiva formazione ed evoluzione di una singola Cella Temporalesca

Le nubi sono prodotte dalla condensazione del vapore generato dall'evaporazione dell'acqua sulla superficie terrestre (contenuta nei mari, laghi, fiumi, etc.) a causa del riscaldamento solare. Il fenomeno, per quanto complesso, si può riassumere come segue:
A causa dell'irraggiamento solare la temperatura della superficie terrestre aumenta. Per conduzione termica il suolo caldo scalda anche l'aria a contatto con esso. Poiché l'aria calda è più leggera di quella circostante relativamente fredda, essa si solleva generando una corrente ascensionale e portando con sé l'umidità contenuta.
Salendo, l'aria si raffredda adiabaticamente, raggiungendo il punto di saturazione del vapore, il quale pertanto si trasforma in minuscole goccioline di acqua, che restano sospese nell'aria, formando per l'appunto le nubi. Se la temperatura è particolarmente bassa, queste si trasformano in microscopici cristalli di ghiaccio.
Nel dettaglio, ciò avviene per i seguenti motivi:
1. L'aria viene raffreddata al di sotto del suo punto di saturazione. Ciò avviene quando l'aria arriva a contatto con una superficie fredda, o viene raffreddata adiabaticamente, quando cioè l'aria, muovendosi verso l'alto, si raffredda. Ciò può avvenire nei seguenti casi: 
  - Lungo un fronte meteorologico, caldo o freddo. In questo caso l'aria fredda, più densa, scorre sotto l'aria calda, con la conseguente formazione di ammassi nuvolosi.
  - Quando l'aria soffia lungo il versante di una montagna e si raffredda progressivamente mentre sale verso gli strati più alti dell'atmosfera.
  - Per convezione, quando una massa d'aria calda si solleva a causa del riscaldamento. Il riscaldamento è di solito dovuto all'irraggiamento solare, ma può essere anche causato da incendi.
  - Quando l'aria calda giunge in contatto con una superficie più fredda, come uno specchio d'acqua fredda.
2. Le nubi possono formarsi anche quando due masse d'aria al di sotto del punto di saturazione si mescolano, ad esempio le nuvolette prodotte dal fiato quando c'è aria fredda, le scie degli aerei o il "fumo di mare" dell'Artide.

L'acqua in una nuvola tipica può avere una massa fino a parecchi milioni di tonnellate. Comunque, il volume di una nuvola è anch'esso molto grande e la densità dell'aria relativamente calda che trattiene le goccioline d'acqua è più bassa di quelle sottostante, per cui l'aria scorre al di sotto di essa ed è capace di tenerla in sospensione. Le condizioni all'interno di una nuvola non sono comunque stabili: le goccioline (che hanno un raggio dell'ordine di 10 µm) si formano ed evaporano in continuazione.
Le goccioline si formano principalmente quando una particella di pulviscolo agisce da nucleo di condensazione; quando si ha una condizione di supersaturazione vicina al 400% le goccioline d'acqua stesse possono agire da nuclei di condensazione, ma si tratta di una condizione relativamente rara. Il processo di crescita delle gocce d'acqua in condizioni di saturazione è descritto matematicamente dall'equazione di Mason.
Le goccioline possono formare precipitazioni solo quando diventano sufficientemente grandi e pesanti da cadere giù dalla nuvola. Questo può avvenire in due modi. Il principale, responsabile della maggior quantità delle precipitazioni alle medie latitudini, si chiama processo Bergeron-Findelsen, nel quale le goccioline d'acqua sopraffuse e cristalli di ghiaccio in una nuvola interagiscono per formare un rapido accrescimento del cristallo di ghiaccio: questi cristalli cadono dalla nuvola e possono sciogliersi mentre cadono. Il processo avviene nelle nubi che hanno una sommità con una temperatura inferiore a −15 °C (258,15 K). Il secondo processo, detto di coalescenza, più comune nelle zone tropicali, avviene in nubi più calde ed è prodotto dalla collisione delle goccioline d'acqua più grandi con goccioline più piccole che vengono così inglobate. Il processo risulta efficace soprattutto quando la nuvola ha un'elevata densità.
Finché le correnti d'aria nella nuvola e quelle che scorrono sotto riescono a mantenere in sospensione le goccioline, esse continueranno a ingrandirsi; raggiunta la sommità della nuvola, dove le correnti ascendenti divergono, le goccioline ricadono verso il basso a causa della forza di gravità e poi vengono nuovamente portate verso l'alto, creando continui saliscendi, che fanno ulteriormente incrementare le dimensioni delle goccioline. Quando esse raggiungono dimensioni di circa 200 µm, le correnti ascensionali non possono più sostenerle e, quindi, possono solo cadere: se la nuvola è molto alta e il numero di goccioline urtate è elevato, le gocce possono raggiungere un diametro di 0,5–2 mm o anche di più e allora cadono direttamente come pioggia.

### "Ghiaccio bollente" nella formazione delle nuvole
In aggiunta a essere un termine colloquiale usato per descrivere il ghiaccio secco, l'espressione "ghiaccio bollente" è il nome dato ad un fenomeno sorprendente nel quale l'acqua si trasforma in ghiaccio a temperatura ambiente, grazie ad un campo elettrico dell'ordine di un milione di volt al metro. L'effetto di questo campo elettrico è stato suggerito come un'ipotesi per la formazione delle nuvole, generando tuttavia non poche controversie e per questo tale ipotesi non è largamente accettata.

## Nuvolosità
La nuvolosità del cielo è misurabile in okta, con una scala che va da 0 a 9; ogni grado è identificabile con un colore:
| 0 okta | (blu chiaro)   | nessuna nuvola in cielo                                       |
| 1 okta | (giallo)       | nuvole rare e sparse                                          |
| 2 okta | (magenta)      | nuvole sparse                                                 |
| 3 okta | (verde chiaro) | nuvole sparse che hanno tendenza a raggrupparsi e accumularsi |
| 4 okta | (argento)      | metà del cielo è coperta da nuvole                            |
| 5 okta | (blu-nero)     | la maggior parte del cielo è coperta da nuvole                |
| 6 okta | (marrone)      | cielo generalmente coperto                                    |
| 7 okta | (grigio)       | cielo coperto con rare schiarite                              |
| 8 okta | (viola)        | cielo totalmente coperto                                      |
| 9 okta | (rosso)        | cielo completamente invisibile (a causa di nebbia o neve)     |

## Influenza sul clima
Le nubi coprono circa la metà della superficie atmosferica e quindi hanno un rilevante effetto sul bilancio energetico Sole-Terra pur con differente peso a seconda del tipo di nube in base al suo spessore: nubi alte e stratificate come cirri e cirrostrati tendono a riscaldare l'atmosfera lasciando passare la radiazione solare e bloccando la radiazione terrestre uscente ad onda lunga; viceversa le nubi basse, dense e spesse tendono a raffreddare la superficie terrestre riflettendo direttamente la radiazione solare entrante; il bilancio complessivo delle nubi non è noto ed è oggetto di studio della nascente "climatologia delle nubi". Teorie alternative non ancora dimostrate che cercano di spiegare il riscaldamento globale attuale senza ricorrere al forzante dei gas serra considerano le nubi attraverso meccanismi quali l'effetto iris e l'influenza dei raggi cosmici.